# خط طول 39° غرب
خط طول 39° غرب هو أحد خطوط الطول الجغرافية، والتي تمتد من القطب الشمالي الجغرافي إلى القطب الجنوبي الجغرافي، وحسب التحويل الزمني يتأخر خط طول 39° غرب عن خط غرينتش بساعتين و36 دقيقة.

## من القطب إلى القطب
ينطلق خط طول 39° غرب من القطب الشمالي نحو القطب الجنوبي مرورا بالمناطق التي ترد في الجدول التالي:
| الإحداثيات                         | البلد أو الإقليم أو البحر | ملاحظات |
| ---------------------------------- | ------------------------- | --- |
| 90°0′N 39°0′W / 90.000°N 39.000°W  | المحيط المتجمد الشمالي    | |
| 83°39′N 39°0′W / 83.650°N 39.000°W | بحر لنكولن                | |
| 83°19′N 39°0′W / 83.317°N 39.000°W | جرينلاند                  | |
| 65°33′N 39°0′W / 65.550°N 39.000°W | المحيط الأطلسي            | |
| 3°24′S 39°0′W / 3.400°S 39.000°W   | البرازيل                  | سيارا بيرنامبوكو — from 7°51′S 39°0′W / 7.850°S 39.000°W باهيا — from 8°45′S 39°0′W / 8.750°S 39.000°W                                                                          |
| 14°22′S 39°0′W / 14.367°S 39.000°W | المحيط الأطلسي            | Passing close to the coast of البرازيل, just east of ايليوس |
| 15°15′S 39°0′W / 15.250°S 39.000°W | البرازيل                  | باهيا |
| 16°14′S 39°0′W / 16.233°S 39.000°W | المحيط الأطلسي            | |
| 60°0′S 39°0′W / 60.000°S 39.000°W  | المحيط الجنوبي            | |
| 77°43′S 39°0′W / 77.717°S 39.000°W | القارة القطبية الجنوبية   | المطالب الإقليمية بالقارة القطبية الجنوبية by both الأرجنتين (المقاطعة الأرجنتينية بالقارة القطبية الجنوبية) and المملكة المتحدة (المقاطعة البريطانية بالقارة القطبية الجنوبية) |